# Nasimi
Seyyid Ali Imadaddin Nasimi (în limba azeră: Seyid Imadəddin Nəsimi) (1369-1417) a fost un poet și filosof azer. El a rămas cunoscut sub numele de Nasimi și este considerat unul din cei mai proeminenți scriitori mistici în limba turcică din epoca sa.

## Copilărie
Nasimi s-a născut la 13 februarie din anul 1369, în orașul Șamahî, capitala ului, statul medieval (799 - 1538). 
Orașul Șamahî poartă numele fratelui său, care a scris de asemenea poezii, sub pseudonimul "Șah Handan". Mormântul lui Șamahî se păstrează aici, într-un vechi cimitir. Tatăl lor, Seyid Mahammad, a fost bine cunoscut în Șirvan. 
În acest oraș și-a petrecut Nasimi anii de școală, obținând o educație corespunzătoare, la nivelul celor mai bune universități din acea vreme. Lucrările lui ne dovedesc faptul că el cunoștea foarte bine literatura și filosofia clasică din Orient și Grecia antică, era inițiat în ideile fundamentale ale teologiei musulmane și creștine, învățase medicina, astronomia, astrologia, matematica, logica etc. El a stăpânit mai multe limbi, scriind poezii atât în limba azeră maternă, cât și în arabă și persană. 

## Perioadă istorică
Viața lui a corespuns cu perioada foarte critică, de la sfârșitul sec.XIV, când Azerbaidjanul, care abia ieșise de starea de șoc determinat de invazia mongolă, s-a înfruntat cu hoardele cuceritorului Tamerlan (1336-1405), iar din nord era atacat de către oștile din Hoarda de Aur ale hanului Tohtamâș. Ultimul, în anul 1385, a întrat în Azerbaidjan din Derbent provocând un dezastru și a ajuns până la Tebriz. Însǎ, primind vestea despre apropierea lui Tamerlan, armata Hoardei de Aur a părǎsit Azerbaidjanul și s-a retras spre nord. 
În 1386, Tamerlan a ocupat Tabrizul și de acolo a înaintat spre Șirvan, Karabah și Derbent, lăsând în urma sa doar jafuri și distrugeri.Măcelărind populația provinciilor sudice ale Azerbaidjanului în mod nemilos Tamerlan a încercat să ajungă spre nord, în Șirvan. Dar, suveranul Șirvanului ("Șirvanșah"), Ibrahim I (1382-1417) din dinastia Derbendi, a reușit pe calea diplomației să salveze poporul său de nenorocire.

## Ordinul Hurufizilor
Așadar, restul Azerbaidjanului devine o provincie timuridă. Conform ordinului lui în orașele ocupate se mobilizează cei mai faimoși meșteri, arhitecți, pictori, muzicieni, meșteșugarii orașeni și erau trimiși la muncă silită în capitala imperiului - Samarkand. Tamerlan se gândise să-și facă o capitală perfectă și fiecare cartier din Samarkand, primise numele unui oraș mare din Orient. Tamerlan încerca să-și legitemeze faptele sale cu sprijinul clericilor musulmani, ceea ce determina în popor o ură profundă impotriva dominației timuride și un fenomen necunoscut până atunci, mișcarea hurufizilor, exprimarea ideologică a nemulțumirilor populare. Acest ordin eretico-filosofic se impotrivea atât puterii laice, cât și celei clericale.Fondatorul ordinului era marele filosof și poet azer Fazlullah Naimi. În 1386, pentru prima dată și-a prezentat ideile în orașul Tabriz, capitala istorică a Azerbaidjanului. În mod energic el face propaganda noii ideologii și în curând secta se raspândește peste tot, în Azerbaidjanulul intreg și în mai multe țări din Orientul Mijlociu și Asia Centrală.

## Naimi
În această perioadă Nasimi face cunoștință cu ideologia hurufidă, se întâlnește personal cu Fazlullah Naimi, l-a acceptat privirile și probabil de atunci a început să-și semneze poeziile sale cu pseudonimul "Nasimi" („nasim” înseamnă „vânt ușor”), care are o rezonanță apropiată de numele șefului sectei. În același timp cu Nasimi la ideologia hurufidă s-a convertit un alt poet azer Abulhasan Ali ul-Ala, care în operele sale declară orașul Baku, Kaaba hurufismului datorită faptului că acolo locuia Fazlullah. Cei mai buni adepți ai sectei erau trimiși în diferite orașe din Orientul Mijlociu.
Imadeddin Nasimi a devenit al doilea lider al acestei ideologii. La începutul creației sale poetul la fel ca și prietenul și dăscălul său, Naimi stătea pe pozițiile sufismului și era adeptul faimosului șeic sufid Șibli. În perioada sufidă a creației Nasimi la poeziile sale folosea pseudonimul "Huseyni", "Seyid Huseyn", "Seyid" din cauza fascinației lui față de Huseyn Halladj Mansur, marele sufid persan și poetul din sec. X, care pentru prima dată în lumea musulmană a lansat lozinca despre comparației lui Dumnezeu cu o ființă umană. Din cauză ideilor sale eretice Halladj Mansur era urmărit încontinuu și ne-renunțând la viziunea sa a fost spânzurat la Bagdad. Nasimi și el era pregătit pentru acte de asemenea curaj și îl admira și îl lăuda pe Mansur. Acest interes nu s-a schimbat și după alăturarea lui în rândurile hurufizilor. Nici filosofia sufidă nu l-a lăsat pentru mult timp din viața sa.

## Creație
În centrul creației lui Nasimi stă frumos și iubit Dumnezeu, care mărește pe om, dăruindu-i din luciriile sale. Prin desăvârșirea morală omul se apropie de Dumnezeu. Pentru un om, cel mai înalt moment al extazului se consideră întâlnirea cu persoană iubită, unirea cu ea, dizolvarea în ea. Poetul scrie că, în ciuda opiniei unora, dragostea nu este decât un păcat, el nu va lăsa calea iubirii, căci doar această calea duce la Adevărul - Dumnezeu. Dar, putem observa înlocuirea treptată a sufismului de către hurufismul în viziunea lui Nasimi ceea ce se iese în evidență prin schimbarea viziunii panteiste a poetului. Acum la temelia acestor viziuni nu mai stau dragostea și euforia, ci literele și conștiința. De acum înainte în filosofie, Nasimi se bazează pe ideologia hurufistă a lui Naimi și predă principiile esențiale ale ordinului. Însă hurufismul predat de Nasimi nu este o simplă repetare a ideilor lui Naimi. El apropie omul către Dumnezeu și găsește o divinitate dumnezeiască la om. Viziunea sa și-a găsit cea mai bună reflectare poetică în faimoasa sa poezie (gazel), care încep cu versurile:
- Məndə sığar iki cahan, mən bu cahana sığmazam

Gövhəri laməkan mənəm, mən bu məkana sığmazam
- (În mine încap ambele lumi, dar eu nu încap în aceasta lume,

Sunt esență fără loc, eu nu încap în acest loc)

## Destrămărea ordinului Hurufizilor
În anul 1394 Fazlullah Naimi împreuna cu adepții lui a fost arestat în Șirvan din ordinul lui Tamerlan și a fost spânzurat în cetatea Alingea unde a fost și înmormântat (azi, provincia Nahcivan, Republica Azerbaidjan) de către guvernatorul Azerbaidjanului, al treilea fiu al lui Tamerlan, Miranșah. Cadavrul lui agățat de un cal a fost plimbat în tot orașul. Naimi presimțea acest final și în "Vasiyyetname" scris de el în ajunul execuției sale, definește programul luptei ce va urma. Cartea respectivă a fost trimisă în mod clandestin la Baku. Conform poruncilor lui, cele mai importante figuri ale sectei părasesc Azerbaidjanul și răspândesc ideile marelui dascăl în tot Orient medieval, iar Nasimi trebuia să se căsătorească cu fiica sa plecând din Baku. 
"O Nasimi, dacă Allah (Fazlullah) afirmă că globul este larg, atunci pleacă din Baku, fiindcă aici nu-ți este locul", 
se spune într-o poezie de a lui în persană. Într-adevăr, Nasimi însurându-se fiica cea mică a lui Naimi, părăsește Șirvanul, plecând în Asia Minoră, pe urmă călătorind prin Anatolia, Siria, Egipt. Analiza operelor sale ne arată faptul că el a vizitat orașele Baku, Bagdad, Bursa, Tokat, Șamahî, Aleppo ș.a. În Turcia el se apropie de faimosul poet Șeyhi și de Hadji Vali Bektaș, fondatorul ordinului de derviși "Bektașiye" și hurufismul câștigă o mare simpatie din partea populației locale. În timpul călătoriilor prin țări orientale, el a fost urmărit, presat, chiar arestat pentru luni de zile.

## Activitatea hurufidă
După primul deceniu al sec.XV, regiunea ieșise din sub influența timurizilor și în acești ani în Anatolia și în Azerbaidjan dominau deja dinastiile turcice Zulgadar, Agqoyunlu și Qaraqoyunlu alături de otomani. Nasimi a asigurat convertirea la ordinul hurufid suveranilor a Zulgadar - Ali bey și fratele său Nasreddin, mai târziu și suveranului Agqoyunlu, Osman Qara Yuluk, care, pe urma a cucerit punctul strategic din zonă - Sivas. Încă din anul 1410, Osman Qara Yuluk, crea un pericol din spate pentru statul Qaraqoyunlu, după ce își largise spațiul până la orașul Erzincan.
Pe urmă, Nasimi a plecat la Aleppo, orașul sub autoritatea mamelucilor egipteni. Mai ales după invaziile selgiucide, mongole și timuride la Aleppo locuiau o mulțime de triburi turcice, orașul fiind un mare centru comercial între Orient și Europa. Aici se întălneau caravane comerciale din India și Șirvan. Izvoarele istorice ne mărturisesc că în sfârșitul sec. XIV din mătăsea importată din Șirvan în orașele siriene se pregăteau țesături frumoase și negustorii occidentali aduceau mătăsea din Șirvan în Europa, tocmai prin Siria.
Așadar, fără indoială în acest centru mare și multinațional al comerțului medieval erau prezenți și negustorii din Șirvan și probabil veneau aici hurufizii urmăriți la Baku și Șamahî. Nasimi creează aici o sectă locală a ordinului hurufid și a avut un mare succes. El s-a stabilit la Aleppo și a locuit aici cu familia sa. Însa activitatea sa în orașul respectiv nu a rămâs marcat de teologi și de sultanul mameluc Muayyad. Poeziile lui filosofice i-au asigurat un auditoriu mare și oamenii le copiau, le învățau pe de rost și le recitau în piețe. Conform legendei, tocmai acest fapt a determinat condamnarea lui la moarte.

## Arestare și executare
Despre moartea lui Nasimi și destrămarea ordinului hurufud ne informează sursele medievale. Un tânăr hurufid, elev al poetului, a fost arestat în timp ce citea mulțimii poeziile eretice ale învățatului său. Pentru salvarea lui Nasimi, el a declarat că poeziile îi aparțin fiind condamnat la moarte. Această veste a ajuns la Nasimi care, s-a grăbit la locul execuției și a mărturisit că ideile sunt ale lui. Poetul moare astfel torturat.
În izvorul arab "Kunuz-uz-zahab", despre execuția lui Nasimi în orașul Aleppo din anul 1417, se spune: "Ereticul Ali Nasimi a fost executat în timpul lui Iașbek. În vremurile acestea la "Dar-ul-adle" ("Palatul justiții") cu prezența șeicului nostru Ibn Hatib an-Nasiri, naibul (reprezentantul) cadiului șeicul, Izzuddin Șamsuddin ibn Aminuddovle, cadiului suprem Fathuddin al-Maliki și cadiul suprem Șihabuddin al-Hanbali se discută cazul (lui Nasimi). El a sedus din calea adevărului pe câțiva nebuni și ei aflându-se în erezie și ateism, i se supuneau. Despre aceasta i-a informat pe cadii și teologi din oraș, unul cu numele Ibn al-Șangaș Alhanadan. Arbitrul i-a spus: "Dacă tu vei dovedi că vorbești despre Nasimi, nu te voi executa". Nasimi a rostit "Kalime-i șahadet" (rugăciunea în islam), a depus jurământ și a respins tot ceea ce se vorbea despre el. În acest moment a venit șeicul Șihabuddin ibn Hilal. Ocupându-și locul său onorific la adunare, el a declarat că Nasimi este ateu și trebuie să fie executat, chiar dacă se va gândi la abjurare și a întrebat: "De ce nu-l executați?". Al-Maliki i-a răspuns: "Vei scrie personal verdictul?". Acesta a răspuns: "Da" și a scris verdictul, la care imediat i-a îndemnat cei prezenți. Însă ei nu au fost de acord cu el. Al-Maliki i-a spus: "Cadii și teologii nu au căzut la înțelegere cu tine. Cum pot eu să-l execut după cuvintele tale?". Iașbek a spus: "Eu nu-l cunosc. Sultanul mi-a poruncit să iau la cunoștință cazul lui. Așteptăm, ordinul sultanului privind acest caz". Așadar adunarea s-a sfârșit. Nasimi a rămas în temniță. Despre cazul lui Nasimi a fost informat sultanul Muayyad, din partea căruia a venit ordinul să fie jupuit și corpul lui să fie pus la vedere la Halab (Aleppo) pentru public timpul de șapte zile, să-i fie tăiate mâiniile și picioarele și să fie trimise lui Ali bey ibn Zulgadar, fratelui său Nasreddin și lui Osman Qara Yuluk pe care de asemenea i-a sedus Nasimi. Așa și au făcut. Acest om era necredincios și mulhid (hulitor). Ferească Dumnezeu, se spune că el are niște poezii fine".

## Legende
Dârzenia și curajul lui Nasimi în timpul execuției oribile s-au transformat în popor într-o mulțime de legende, tema devenind un simbol al curajului aproape în toate sursele medievale din timpul respectiv. Până la ultima respirație el nu a recunoscut vina sa și a repetat încontinuu formula ordinului "An al-Haqq!" (Sunt Adevărul dar și Sunt Dumnezeu!) în timp ce-și bătea joc de călăii săi. Se spune că în timpul execuției unul dintre teologi, prezent acolo, a exclamat: "Acest om este mai rău decât Satana, este blestemat locul unde va cade chiar o picătură din sângele lui și acest loc trebuie să fie ars, să fie tăiat cu sabia!". Paradoxal, tocmai în momentul respectiv o picătură de sânge stropește degetele lui. Mulțimea înfuriată cere tăierea degetului muftiului, iar el s-a apărat cu disperare susținând faptul că în Coran nu există așa ceva și declarația anterioară nu a înseamnat nimic. Atunci, Nasimi a răspuns cu două versuri care au rămas un proverb binecunoscut posterității:
"Dacă vei tăia măcar un deget teologului, el se va întoarce de la Dumnezeu,
Privește la acest iubit nefericit, îl jupuoaie, dar nu-i doare!" 
Conform altei legende, după exclamarea lui Nasimi "An al-Haqq!" l-au întrebat: "Ce fel de Dumnezeu ești tu, dacă te stingi pierzând sângele?". Poetul a răspuns: "Nu poți să conștientizezi că eu sunt zeul iubirii la apusul eternității. În timpul apusului soarele mereu se stinge!".

## Factorul politic
După aceste date, putem afirma faptul că poetul nu a fost executat numai datorită credinței sale religioase, ci poate și din cauze politice. Cel puțin casa lui a fost cercetată și au fost găsite scrisorile suveranilor Agqoyunlu și Qaraqoyunlu. Probabil adunarea nu a discutat fără nici un sens soarta lui Nasimi, aceasta fiind porunca sultanului mameluc din Egipt și tot din cauza sus-numită el a cerut cercetărea cazul lui Nasimi, în timp ce el era ținut în temniță. În sfârșit, trimiterea organelor poetului către suveranii regionali a dat un mesaj clar.

## Patrimoniu
Nasimi a fost înmormântat la Aleppo, la panteonul de familie ce până în zilele noastre se consideră un loc sfânt. Pelerinii de la mormântul poetului îi acordă numele onorific "Nasimi". Poezia lui și-a câștigat popularitate foarte repede printre popoarele turcice din Asia Centrală, în Anatolia și în Iran. În vremurile respective pentru doar rostirea versurilor lui și pentru propaganda ideilor hurufismului au fost executați o mulțime de oameni. Numele lui Nasimi împreună cu Mansur Halladj a devenit un simbol al fidelității în fața ideilor personale. Poetul a fost tradus în diferite limbi, el însușindu-și în mod creativ cele mai bune tradiții atât ale literaturii natale, cât și ale literaturii altor popoare Orientului Mijlociu, a creat o nouă literatură. Măreția lui este determinată de îmbogațirea cuvântului de către el, cu sensurile sociale și filosofice. Poezia lui de fapt sună ca un imn pentru om: mărindu-l pe om îl consideră cel mai mare lucru pe care l-a creat natura, Nasimi insista la drepturile lui de libertate și autoconștientizare:
- "Oare intru eu la moschee, oare trec lânga hram,

Mă duc spre dreapta, spre stânga sau drept înainte, 
Gândindu-mă devin sigur că
Dumnezeu este fiecare din noi, dintre fiii lui Adam!" 
Nasimi a lăsat în urma sa un patrimoniu bogat - divani (culegeri de poezii) în azeră, în arabă, în persană și poeziile (cum ar fi qaside și mesnevi), care nu întră în aceste culegeri. Analiza divanilor lui păstrați în diferite biblioteci ale lumii dovedește că el a trecut printr-o cale complicată, începând cu poeziile de dragoste și terminând cu operele despre problemele publice și spirituale. Poate că dacă el nu ar fi intrat în politică ar fi avut o viață frumoasă și lungă.
Executarea lui Nasimi și destrămarea ordinului hurufid însemna și sfârșitul unei epoci istorice în Azerbaidjan.